# Cleora repetita
Cleora repetita är en fjärilsart som beskrevs av Butler 1882. Cleora repetita ingår i släktet Cleora och familjen mätare. Inga underarter finns listade i Catalogue of Life.